# Parafia św. Piusa V w Rzymie
Parafia św. Piusa V w Rzymie – rzymskokatolicka parafia znajdująca się w diecezji rzymskiej, w wikariacie generalnym Rzymu, sektorze zachodnim, prefekturze XXXIII w Rzymie.
Kościołem filialnym parafii jest kościół Matki Bożej Odpoczynku z cudownym obrazem maryjnym. Duchowieństwo parafialne sprawuje także opiekę nad kaplicą w domu opieki Nostra Signora del Sacro Cuore. Na jej terenie znajdują się siedziby wielu zakonów i instytucji katolickich, m.in. Konferencji Episkopatu Włoch.

## Historia
10 grudnia 1951 parafię erygował wikariusz generalny Rzymu kard. Clemente Micara dekretem Quo aptius atque. Od początku istnienia jest powierzona duchowieństwu diecezjalnemu. Kościół konsekrował 24 lutego 1962 prowikariusz generalny Rzymu kard. Luigi Traglia.
Parafia powstała na obszarze podmiejskim o niewielkim zaludnieniu. W późniejszych latach na jej terenie zaszła intensywna urbanizacja i obecnie obejmuje ona gęsto zaludnioną dzielnicę.
Parafię odwiedzili papieże: Paweł VI (9 marca 1969), Jan Paweł II (28 października 1979) i Franciszek (8 marca 2024).

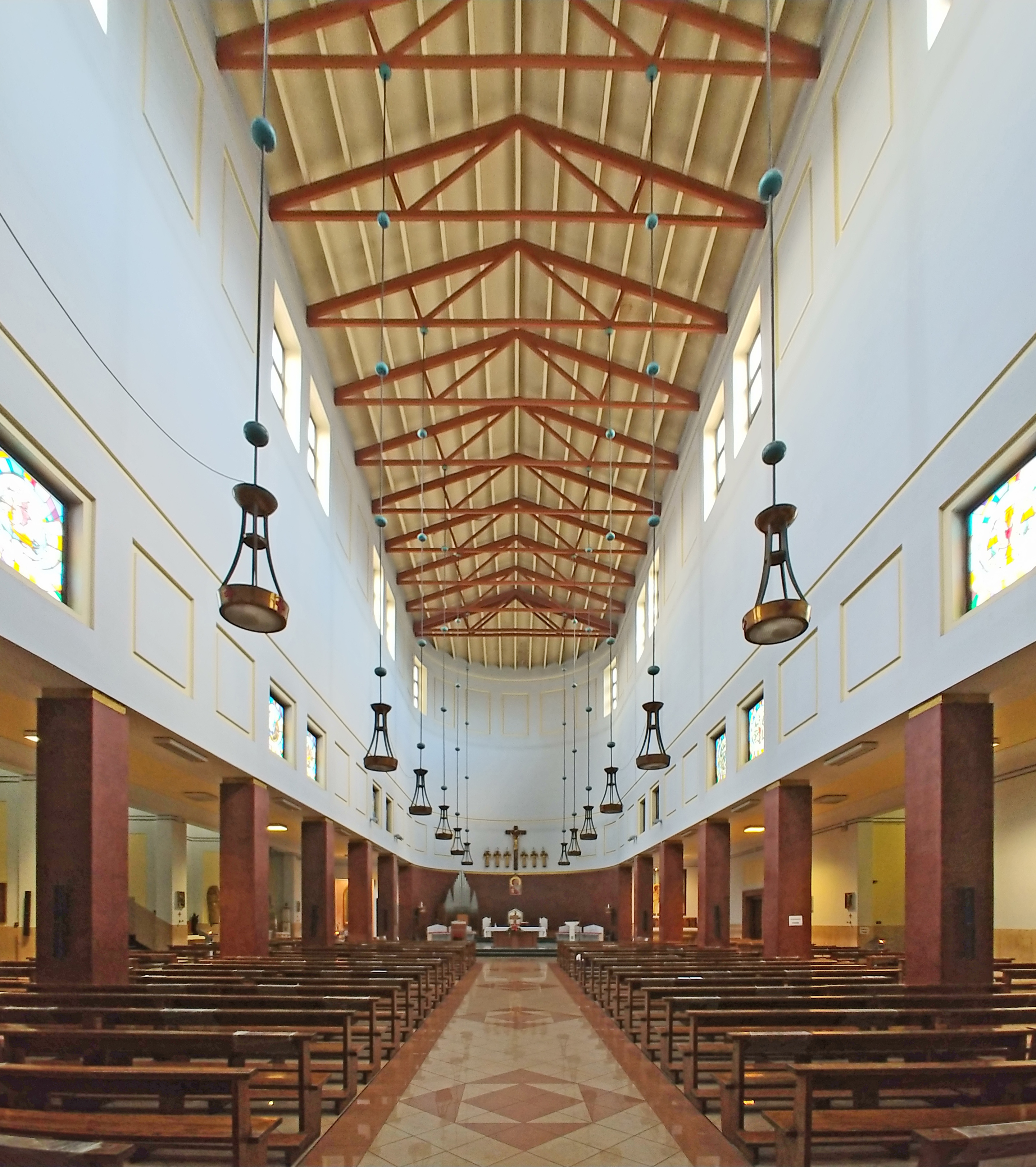
wnętrze kościoła parafialnego
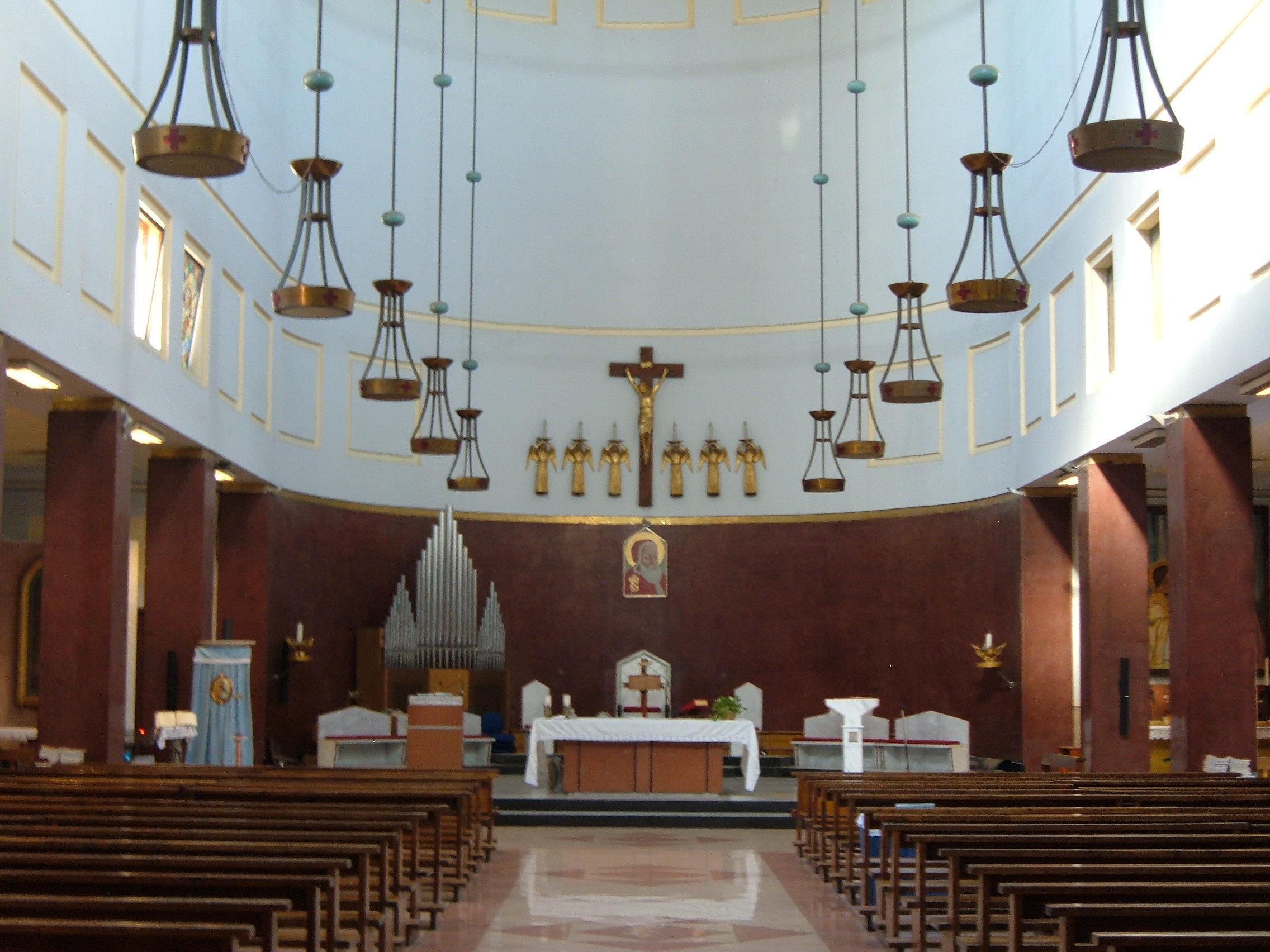
prezbiterium kościoła parafialnego
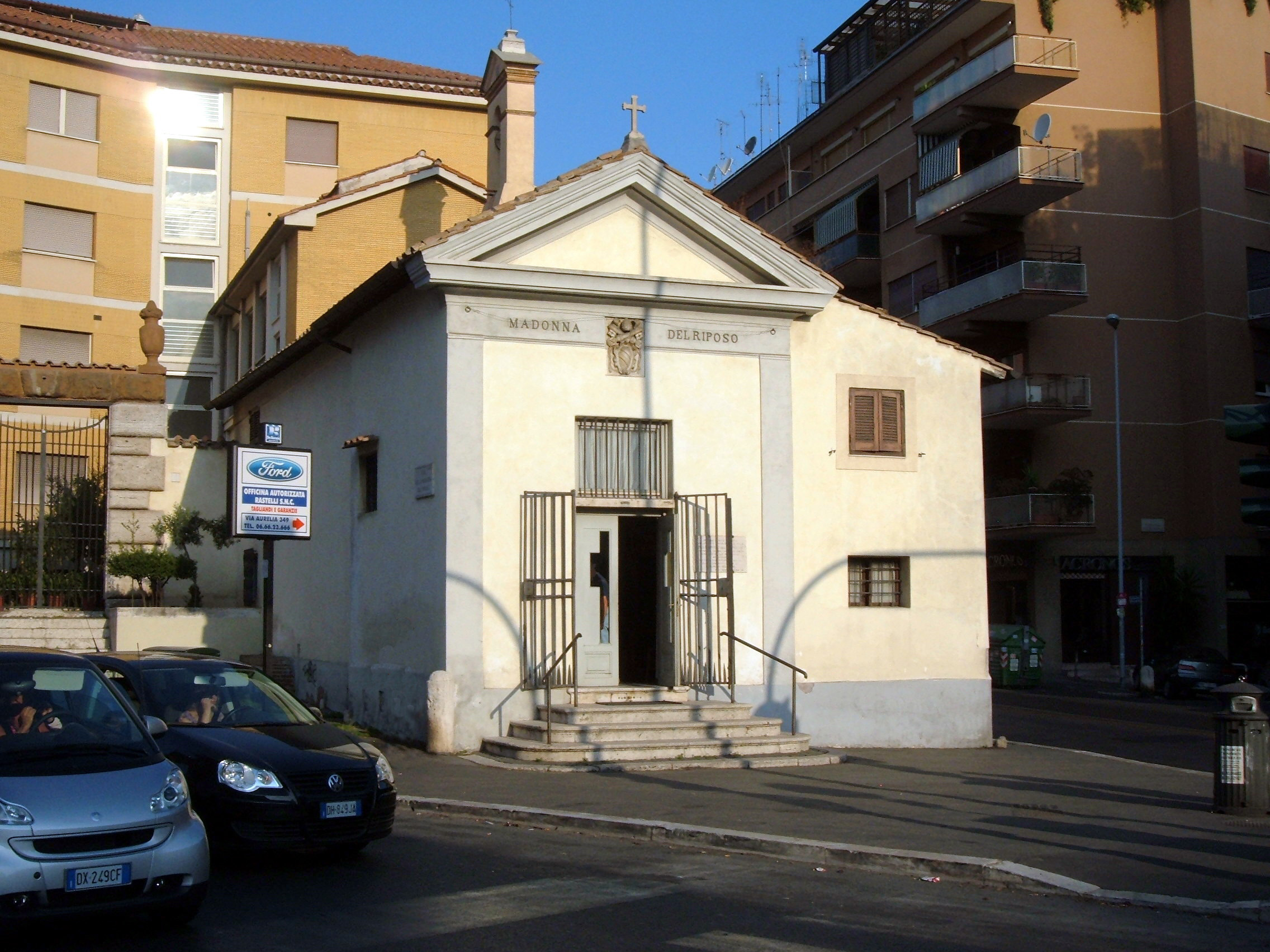
kościół Matki Bożej Odpoczynku

## Proboszczowie

### Rzeczywiści
- Orlando Picchiantani (1952–1971)
- Edoardo Leboroni Pierozzi (1971–1987)
- Antonino Ubaldi (1987–1991)
- Luigi Storto (1991–2012)
- Donato Le Pera (od 2012)

### Tytularni
W 1973 papież Paweł VI ustanowił kościół św. Piusa V kościołem tytularnym. Prezbiterami tytularnymi parafii byli:
- kard. Paul-Pierre Philippe OP (1973–1984)
- kard. Luigi Dadaglio (1985–1990)
- kard. Jose Tomas Sanchez (1991–2012)
- kard. James Michael Harvey (od 2012)